# Dave Gillanders

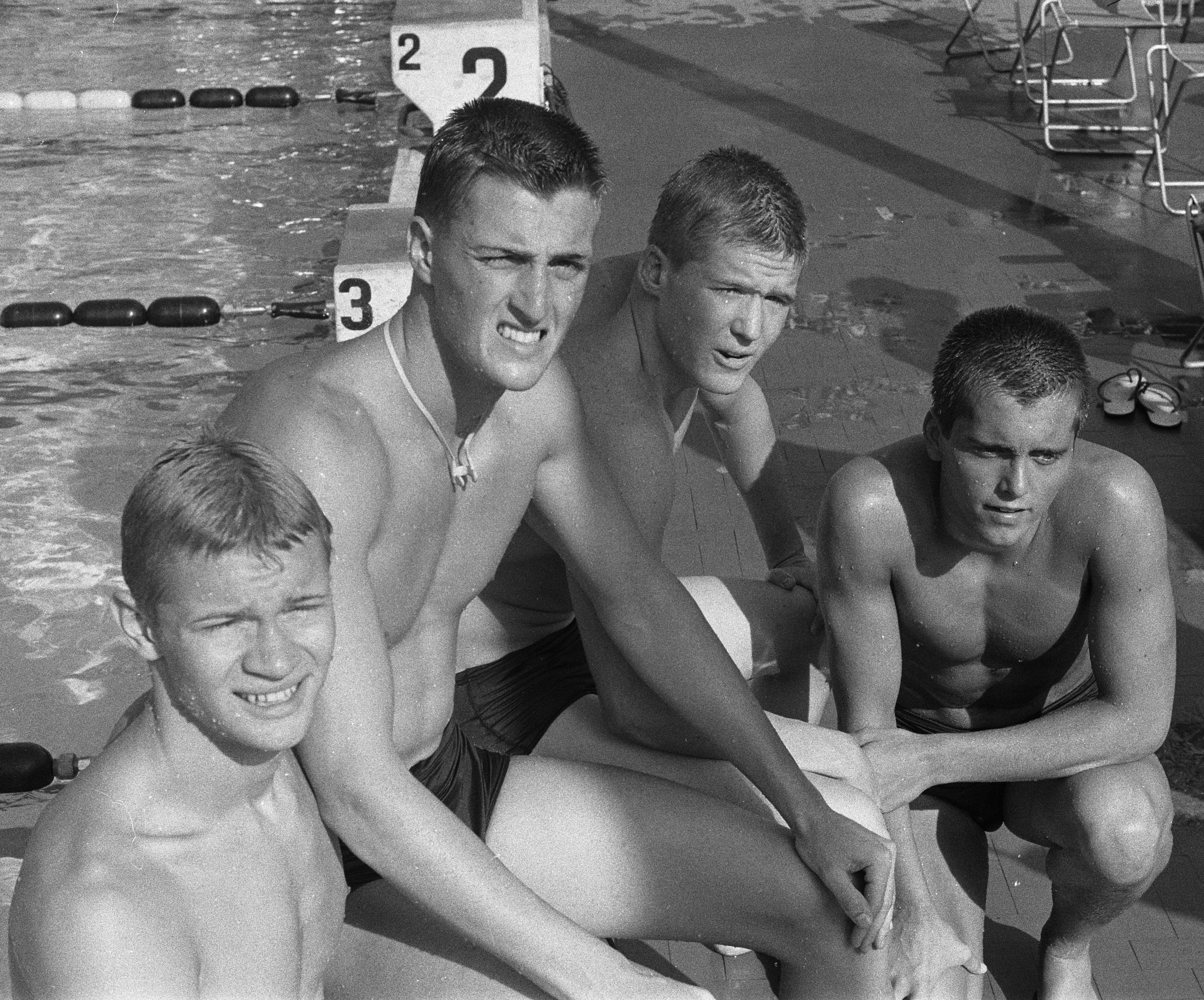
Von links nach rechts: Bennett, Hait, Clark, Gillanders schwammen im Vorlauf bei den Olympischen Spielen 1960 einen Weltrekord

John David „Dave“ Gillanders (* 18. Mai 1939 in Schenectady, New York) ist ein ehemaliger Schwimmer aus den Vereinigten Staaten. Er gewann 1960 eine olympische Bronzemedaille, nachdem er 1959 bei den Panamerikanischen Spielen eine Goldmedaille gewonnen hatte.

## Karriere
Dave Gillanders studierte an der University of Michigan und gewann 1959 und 1961 die nationalen College-Meistertitel im Schmetterlingsschwimmen. Bei den Panamerikanischen Spielen 1959 in Chicago gewann Gillanders den Titel über 200 Meter Schmetterling mit 0,3 Sekunden Vorsprung vor seinem Landsmann Michael Troy.
Bei den Olympischen Spielen 1960 in Rom stand erstmals die 4-mal-100-Meter-Lagenstaffel auf dem olympischen Programm. Im Vorlauf schwammen Robert Earl Bennett, Paul Hait, Dave Gillanders und Stephen Clark sechs Sekunden schneller als die zweitschnellste Staffel aus Australien. Das Finale wurde erst fünf Tage später ausgetragen. Frank McKinney, Paul Hait, Lance Larson und Jeff Farrell schwammen in 4:05,4 Minuten einen neuen Weltrekord und hatten im Ziel erneut sechs Sekunden Vorsprung vor der australischen Staffel. Entsprechend den damals gültigen Regeln erhielten nur die Staffelmitglieder eine Medaille, die im Finale mitgeschwommen waren. Am Tag nach dem Staffelfinale fand der Endlauf über 200 Meter Schmetterling statt. Gillanders war in Vor- und Zwischenlauf jeweils die zweitschnellste Zeit hinter Michael Troy geschwommen. Im Endlauf siegte Troy mit 1,8 Sekunden Vorsprung auf den Australier Neville Hayes, 0,7 Sekunden nach Hayes schlug Gillanders als Dritter an.
Gillanders schwamm nach seiner Graduierung für den Detroit Athletic Club. Er kehrte nach einigen Jahren an die University of Michigan zurück und machte 1972 seinen Ph.D. als Ingenieur. Er wurde später Hochschullehrer für Elektrotechnik an der Texas A&I University (der heutigen Texas A&M University–Kingsville) und der Arkansas State University. Neben seiner Lehrtätigkeit trat er auch immer wieder als Altersklassenschwimmer in Erscheinung.